# Dům Ludwika Geyera
Dům Ludwika Geyera je klasicistní dvůr z roku 1833 na ulici Piotrkowská 286 v Lodži v Polsku a je zapsán v seznamu kulturních památek Lodžského vojvodství pod číslem 514.VII.18 z 21. ledna 1950, ZY/1/18 z 9. března 1964 a 1/18 z 20. ledna 1971.

## Historie
Dvůr byl postaven v roce 1833 pro továrníka Ludwika Geyera. Jeho rodina jej užívala až do roku 1844, to je do doby, kdy se přestěhovala do rezidence postavené o rok dříve v tomtéž místě,  jen na nároží ulice Piotrowské a Górnego Rynku (Horního náměstí). Dvůr měl původně tři místnosti a středem parteru vedla síň. Měl mansardu s jednou místností se železným balkonem. V roce 2005 byl zařazen mezi historické památky. V současné době (2021) je dům v soukromém vlastnictví.

## Architektura
Dům je zděná klasicistní stavba s valbovou střechou. V průčelí fasády je ve střední ose rizalit s mansardou a trojúhelníkovým štítem. V průběhu let byl dům přestavován. V roce 1948 proběhla rekonstrukce, při kterém bylo frontové průčelí přestavěno, dostavěna podsíň se sloupy a portikem a také byl odstraněn železný balkon. Střecha byly pokryta taškou